# Terril de Ciply
 (février 2021).
Si vous disposez d'ouvrages ou d'articles de référence ou si vous connaissez des sites web de qualité traitant du thème abordé ici, merci de compléter l'article en donnant les références utiles à sa vérifiabilité et en les liant à la section « Notes et références ».
 (mai 2021).
Le terril de Ciply se situe à Ciply, sur la commune de Mons, en province de Hainaut. Ce terril est un ancien site de charbonnage appartenant à la dernière concession minière de Agrappe Escouffiaux et Hornu-Wasmes.
Ce terril possède une superficie de 6,6 ha.
Depuis près de 70 ans, le terril de Ciply est utilisé par le Royal Mons Auto Moto Club pour ses tournois et ses entrainements. Le Club est connu par son TRIAL du Mont Panisel, en 2020 se tiendra la 63ème édition.

## Histoire
Le charbonnage de Agrappe Escouffiaux et Hornu-Wasmes, associé au terril, débute en 1900 et s'achève en 1920. Des vestiges du charbonnage se trouvent sur le site.

## Classement
Le terril de Ciply est classé selon l'Arrêté ministériel de 1995 en catégorie B - Exploitable.
Bien que ce ne soit pas un classement, le site est reconnu comme site de grand intérêt biologique (SGIB) : 2972 - Terril de Ciply.

## Site de Grand Intérêt Biologique - S.G.I.B
Le terril de Ciply s'étend en Hainaut occidental, à environ 4 km au sud de Mons et à deux pas de l'ancienne carrière Rustin. Il prend place au sein d'un paysage rural et est entouré de prairies et de quelques zones bâties, sa base se trouvant à 60 m d'altitude. Le flanc sud de cette colline artificielle est fort abrupt, dégagé et rocailleux, tandis que le versant nord est en grande partie forestier. Cette conformation en fait un terrain prisé pour la pratique de la moto, en particulier du trial. Malgré son origine anthropique, le site présente un intérêt certain sur le plan biologique. Il renferme notamment des pelouses sèches à œillet deltoïde (Dianthus deltoides), un biotope devenu très rare en Wallonie. Une population de crapaud calamite (Bufo calamita) occupe également les parties ouvertes. Parmi l'entomofaune locale, on relève la présence de plusieurs espèces intéressantes d'Orthoptères, dont le grillon d'Italie (Oecanthus pellucens), ainsi que diverses Coccinelles et Lépidoptères rhopalocères.

### Biotopes
Selon la typologie WalEUNIS, le terril de Ciply possède différents biotopes :
| Code WalEUNIS | Habitats                                                                      |
| ------------- | ----------------------------------------------------------------------------- |
| E5.6a         | Végétation nitrophile sur sol sec                                             |
| E5.6c         | Végétation rudérale sur calcaire                                              |
| F3.11         | Fourrés sur sols neutroclines à acidoclines, frais                            |
| F3.1c         | Fourrés rudéraux                                                              |
| G1.C4b        | Peuplements de feuillus indigènes dans des conditions hautement artificielles |
| J3            | Sites industriels extractifs                                                  |

### Espèces
Les paragraphes "faune" et "flore" ci-dessous décrivent une partie (liste non exhaustive) de la faune et de la flore que l'on peut rencontrer sur le Site de Grand Intérêt Biologique du terril de Ciply.

#### Flore
| Nom scientifique   | Nom vernaculaire | Illustration |
| ------------------ | ---------------- | ------------ |
| Dianthus deltoides | Œillet couché    |              |

#### Faune
| Classe   | Nom scientifique       | Nom vernaculaire       | Illustration |
| -------- | ---------------------- | ---------------------- | ------------ |
| Amphibia | Bufo calamita          | Crapaud calamite       |              |
| Amphibia | Ichthyosaura alpestris | Triton alpestre        |              |
| Amphibia | Lissotriton vulgaris   | Triton ponctué         |              |
| Reptilia | Anguis fragilis        | Orvet commun           |              |
| Insecta  | Melanargia galathea    | Demi-deuil             |              |
| Insecta  | Platynaspis luteorubra | Coccinelle fulgurante  |              |
| Insecta  | Oecanthus pellucens    | Grillon d'Italie       |              |
| Insecta  | Oedipoda caerulescens  | Criquet à ailes bleues |              |
| Insecta  | Phaneroptera falcata   | Phanéroptère commun    |              |

### Espèces exotiques envahissantes
Les espèces suivantes sont des espèces exotiques envahissantes qu'il faut gérer afin de les faire disparaitre du site.
| Nom scientifique         | Nom vernaculaire       | Illustration |
| ------------------------ | ---------------------- | ------------ |
| Buddleja davidii         | Buddléia               |              |
| Conyza canadensis        | Vergerette du Canada   |              |
| Cotoneaster horizontalis | Cotonéaster horizontal |              |
| Senecio inaequidens      | Seneçon du Cap         |              |
| Harmonia axyridis        | Coccinelle asiatique   |              |